# Alexander Duff
Alexander Duff, född 15 april 1806 i Perthshire, död 12 februari 1878, var en banbrytande skotsk missionär i Indien.
Duff studerade vid S:t Andrews universitet under den berömde d:r Thomas Chalmers ledning och utsändes såsom skotska statskyrkans förste missionär till Indien. Hans plan var att i Calcutta i upprätta en undervisningsanstalt, som skulle bereda de infödda tillfälle till den högsta möjliga utbildning på kristlig grund. Anstalten, som öppnades 12 juli 1830 med blott 5 lärjungar, räknade mot 1830-talets slut inemot 1 000 och vann det varmaste erkännande av bland andra generalguvernören Lord Bentinck. Av hälsoskäl måste Duff 1834 besöka hemlandet och gjorde därvid under några år genom resor och föredrag en betydande insats i missionslivet. 
Vid skotska frikyrkans bildande ("the disruption") anslöt han sig, liksom skotska kyrkans övriga missionärer, till densamma. Då nu all missionsegendom - byggnader, laboratorier, bibliotek, undervisningsmateriel - togs i besittning av skotska statskyrkan, måste han börja på nytt. Understödd av en storartad offervillighet, hade han dock redan i januari 1845 lyckats i Indien upprätta ännu mera ändamålsenliga byggnader än de förra, utrustade med alla nödiga hjälpmedel - allt skuldfritt. Redan samma år uppgick lärjungeantalet till över 1 250, och verket fördes framåt med ännu större resultat än förut. Duff avslog erbjudandet att efter Chalmers bli teologie professor vid skotska frikyrkans universitet, men för att stärka intresset för dennas hednamission verkade han 1850 och följande år i hemlandet och gjorde 1854 en föredragsresa i Förenta Staterna och Kanada. 
År 1857 återvände han till Indien, där hans anstalt med gott resultat öppnades även för unga kvinnor ur högkasterna. 1864 nödgades han av hälsoskäl för alltid lämna missionsfältet, följd av varmt erkännande från både européers och inföddas sida för det betydande arbete han utfört för Indiens folk. Därefter verkade han outtröttligt i hemlandet såsom den egentlige ledaren av frikyrkans hednamission och tjänstgjorde därjämte 11 år såsom professor i missionsteori vid dess högskola. Särskilt omfattande var hans skriftväxling med omvända infödda i Indien och studenter från Indien. Duff kallades till teologie doktor av Aberdeens universitet och till juris doktor av New Yorks. 
Han skrev bland annat New Era of English Language and Literature in India (1837), Missions the Chief End of the Christian Church (1839), India and Indian Missions (1840), The Indian Mutiny, its Causes and Results (1858).